# Rio Criva (Timiş)
O Rio Criva (Timiş) é um rio da Romênia, afluente do Timiş, localizado no distrito de Caraş-Severin.